# Austrolimnophila (Austrolimnophila) terpsis
Austrolimnophila (Austrolimnophila) terpsis is een tweevleugelige uit de familie steltmuggen (Limoniidae). De soort komt voor in het Australaziatisch gebied.